# Victor Hanot
Pour les articles homonymes, voir Hanot.
Victor Hanot (6 juillet 1844, 28 octobre 1896) est un médecin et professeur français connu pour ses travaux dans le domaine de l'hépatologie, en particulier sur la cholangite biliaire primitive.

## Biographie
Elève d'Ernest-Charles Lasègue,Victor Charles Hanot obtient son doctorat en médecine en 1875, et travaille à l'hôpital Saint-Antoine à Paris.
Il devient professeur agrégé de médecine générale en 1883 à la faculté de médecine de Paris, et rédacteur en chef des Archives générales de médecine. Il est également le directeur de thèse d'Emile Parmentier (Études cliniques et anatomopathologiques sur le foie cardiaque) et le professeur ayant eu une influence majeure dans la carrière d'Augustin Nicolas Gilbert (1858-1927).
Il épouse Fanny Adèle Ouvrier en 1892, avec pour témoin, entre autres, Jean-Martin Charcot.
À la suite d'un drame intime, il se donne la mort le 28 octobre 1896.
Hanot s'est spécialisé dans l'étude des maladies du foie, il a apporté des contributions à la recherche sur la cirrhose et l'hémochromatose. Il a fourni une description de la cholangite biliaire primitive anciennement appelée cirrhose biliaire primitive (maladie ou syndrome de Hanot).

### Maladie de Hanot
La cholangite biliaire primitive, anciennement nommée maladie ou syndrome de Hanot, est une maladie hépatique cholestatique auto-immune rare associant une cholestase, une fibrose et éventuellement une cirrhose.
C'est en 1876 que Victor Hanot décrivait pour la première fois la « cirrhose hypertrophique biliaire avec ictère chronique » en utilisant quelques observations qu'il avait recueillies durant son internat. Il sépara nettement cette cirrhose de la cirrhose atrophique de Laënnec et en définit les caractères anatomocliniques qui permirent d'en faire une entité morbide. Il montra que le point de départ de cette affection se trouvait au niveau des conduits biliaires et non dans les veines portes comme c'est le cas dans la cirrhose atrophique. 
Sur le plan clinique, il en établit les symptômes dominants, avec en première ligne l'ictère, l'hépatomégalie et l'absence constante d'ascite et de circulation collatérale. Le terme de cirrhose biliaire primitive fut posé en 1950 par Ahrens et al, remplacé depuis par la cholangite biliaire primitive.
Diverses variétés de cette affection ont des appellations historiques telles que : 
- maladie de Hanot et Kiener (avec hépatite mésenchymateuse)[11]
- maladie de Hanot et Mac Mahon (avec péricholangiolite)[12]
- maladie de Hanot et Rössle (Robert Rössle (de)) (avec cholangiolite obstructive)[13].

### Autres
- Syndrome de Hanot-Chauffard ou hémochromatose primitive idiopathique ;
- Syndrome de Hanot-Mac Mahon-Thannhauser (Siegfried Thannhauser (de)) ou cirrhose xanthomateuse[14].

## Publications
Outre son ouvrage écrit en collaboration avec Augustin Gilbert, Études sur les maladies du foie, Paris, Asselin et Houzeaux 1888, ses principales publications sont:
- Étude sur une forme de cirrhose hypertrophique du foie (cirrhose hypertrophique avec ictère chronique), Paris, J.-B. Baillière et fils, 159 p., 1875 (lire en ligne).
- Note sur un cas de "phlegmatia alba dolens" dans le cours de la chlorose, analyses comparatives du sang et de l'urine dans trois observations de chlorose, 1877
- Des différentes formes de cirrhose du foie, 1877
- Phitsie pulmonaire ou tuberculose pulmonaire, 1879 (avec Hippolyte Victor Hérard et Victor Cornil)
- Du traitement de la pneumonie aiguë, 1880
- « Cirrhose hypertrophique pigmentaire dans le diabète sucré », Revue de médecine, Paris, vol. 2, 1882, p. 385-403 (avec Anatole Chauffard).
- Notice sur le professeur Lasègue, 1883
- Des rapports de l'inflammation avec la tuberculose, 1883
- La Phtisie pulmonaire, 1888 (avec H. Hérard et V. Cornil).
- Sur les formes de la tuberculose hépatique, 1889
- Note sur le foie cardiaque chez l'enfant : asystolie hépatique, cirrhose cardiaque, 1890
- La cirrhose hypertrophique avec ictère chronique, 1892
- De l'endocardite aiguë, 1893
- Note sur les modifications de l'appétit dans le cancer du foie et de l'estomac, 1893
- Rapports de l'intestin et du foie en pathologie,1895
- Considérations générales sur l'hérédité hétéromorphe, 1895
- Du rapport entre l'anévrysme de la crosse de l'aorte et la pneumonie caséeuse, date de publication inconnue.

## Distinctions
- Légion d'honneur : Chevalier le 6 janvier 1890[17].